# No abras nunca esa puerta
No abras nunca esa puerta és una pel·lícula argentina de thriller en blanc i negre dirigida per Carlos Hugo Christensen amb la participació, entre d'altres, dels actors Ángel Magaña, Roberto Escalada, Ilde Pirovano, Nicolás Fregues, Arnoldo Chamot, Carlos D'Agostino i Rosa Martín. La pel·lícula va ser estrenada el 23 de maig de 1952 i el guió pertany a Alejandro Casona basat en dos contes de Cornell Woolrich (William Irish) titulats Somedody on the Phone i Humming Bird Comes Home.
En una enquesta de les 100 millors pel·lícules del cinema argentí duta a terme pel Museo del Cine Pablo Ducrós Hicken l'any 2000 la pel·lícula va aconseguir el lloc 41. En una nova versió de l'enquesta organitzada en 2022 per les revistes especialitzades La vida útil, Taipei i La tierra quema, presentada en el Festival Internacional de Cinema de Mar del Plata, la pel·lícula va aconseguir el lloc 45.

## Repartiment
Van participar del film els següents intèrprets:
- Ángel Magaña... Raúl
- Roberto Escalada... Delinqüent
- Ilde Pirovano... Mare
- Nicolás Fregues... Prestador
- Arnoldo Chamot	... 	Cambrer
- Carlos D'Agostino	... 	Relator de ràdio
- Renée Dumas		Luísa
- Rosa Martín
- Diana de Córdoba
- Rafael Diserio
- Pedro Fiorito
- Norma Giménez
- Luis Mora
- Percival Murray	 ... Policia
- Luis Otero
- Alberto Quiles
- Orestes Soriani

## Sinopsi
Són dos episodis independents que tenen en comú la porta que separa el bé del mal. En el primer segment, Alguien al teléfono, Ángel Magaña intenta venjar la mort de la seva germana, encarnada per Renée Dumas, una noia que se suïcida per deutes de joc. En el segon, El pájaro cantor vuelve al hogar, Roberto Escalada personifica un ex presidiari que xiula quan comet crims, i que després d'anys torna a la llar on l'espera la seva mare cega, personificada per Ilde Pirovano que el creu regenerat.

## Gènesi de la pel·lícula
Christensen va portar uns relats de William Irish als Estudis San Miguel i allí van acceptar filmar-los amb la condició que el propi realitzador s'ocupés de tramitar els drets, per la qual cosa va volar a Nova York i els va aconseguir per pocs diners. L'adaptació es va encarregar a Alejandro Casona, un dramaturg espanyol exiliat a Buenos Aires des de la fi de la Guerra Civil, amb la intenció de filmar un llargmetratge en tres episodis, però després es va veure que un d'ells va quedar massa llarg, per la qual cosa es va fer una pel·lícula separada titulada Si muero antes de despertar que es va estrenar una mica abans, en tant els altres dos integrarien No abras nunca esa puerta.

## Crítiques
Una de les escenes més reeixides pel director és una seqüència que s'estén durant uns cinc minuts, en total silenci i embolicada en les ombres. Una dona cega, ja major, encarnada per Ilde Pirovano, entra a l'habitació i la recorre a palpentes, buscant l'arma del delinqüent adormit. De sobte dona la sensació que està per despertar-se, però no ho fa. La dona troba l'arma, la guarda al seu davantal i surt tancant la porta amb clau. Immediatament ingressa a l'habitació contigua on dorm un altre delinqüent, el seu fill, i repeteix l'accionó, però just quan està per prendre la pistola sona el xiulet del tren, gelant la seva sang i la de l'espectador.

Sobre aquesta seqüència s'ha expressat::
| « | ”Narrada a pura eloqüència visual, demostrant un infreqüent domini del suspens i carregant-la d'un dens clima, brillantment il·luminada pel gran Pablo Tabernero, es tracta d'una seqüència totalment insòlita en el context del cinema argentí clàssic, sempre infectat de retòrica” | » |

 Horacio Bernades va opinar que “rarament el cinema argentí va ser més purament cinema que en pel·lícules com aquesta.”
El crític King va escriure en el diari El Mundo respecte d'aquesta pel·lícula: “No hem de negar-li atracció a tots dos relats. No hem de concedir-li tampoc una atracció molt gran. Però sí que és possible assenyalar en la realització del film una indiscutible qualitat. Igual que a Si muero antes de despertar revela Carlos H. Christensen la seva maduresa de director capaç de poder expressar-se en imatges, de crear un clima i desenvolupar en forma impecable un tema per al qual va comptar aquesta vegada amb la col·laboració de l'excel·lent il·luminador Pablo Tabernero.”
Al seu estudi sobre el director, Carlos A. García va escriure:
| « | ”La posada en escena manifesta la influència dels films nord-americans de l'època, i la precisió del ritme, així com la perfecta introducció de primers plans molt tancats retallant el rostre dels personatges, mostren a un director en ple domini de l'art el segon del relat desenvolupa una narrativa visual inusitada al cinema argentí, però al meu entendre se sosté en excés en un mecanisme que l'acosta perillosament a una peça de rellotgeria.” | » |

Per la seva part el crític Roland en el diari Noticias Gráficas referint-se al segon episodi va opinar que escenes com les que segueixen a l'ocultació del cadàver d'un dels assaltants o les de la cerca en els dormitoris amb les quals precipiten el tràgic desenllaç són parenceries d'ofici al servei d'una inquietud tècnica que tampoc exclou una inclinació artística. En canvi no li va agradar al crític Néstor que en relació amb la pel·lícula va expressar: “Totes tallades amb la mateixa tisora dels llibres de William Irish. Totes igualment buides i innòcues. Però ben realitzades.” Per a Manrupe i Portela és “Un dels millors policials (i per a molts un dels millors films) del cinema argentí, amb el director i totes les rúbriques tècniques en el seu millor nivell. El suspens de William Irish està enriquit sense els desbordis típics de Carlos Christensen i les dues històries transmeten una freda fatalitat. Mai les ombres van estar més ben utilitzades al cinema argentí. Un film de visió obligatòria.”